# Теодор Фар
Теодор Фар (нім. Theodor Fahr; 30 листопада 1909, Гера — 12 листопада 1944, Тромсе) — німецький офіцер, корветтен-капітан крігсмаріне.

## Біографія
1 квітня 1930 року вступив на флот. З травня 1938 року — артилерійський офіцер лінкора «Гнайзенау». В липні 1940 року перейшов у підводний флот і після проходження навчання з січня 1941 року служив на борту підводного човна U-123 для навчання на командира. Здійснив 1 похід тривалістю 46 днів, під час якого були потоплені 4 кораблі загальною водотоннажністю 22 186 тонн. З 24 квітня по 14 жовтня 1941 року — командир U-567, на якому здійснив 1 похід (5 серпня — 12 вересня). 3 вересня потопив британський торговий теплохід Fort Richepanse водотоннажністю 3485 тонн, який перевозив 2890 тонн генеральних вантажів (включаючи яйця і пошту); 36 з 58 членів екіпажу загинули. В жовтні-листопаді 1941 року — артилерійський офіцер важкого крейсера «Адмірал Гіппер», після чого служив в штабі групи ВМС «Захід». З січня 1944 року — 2-й артилерійський офіцер лінкора «Тірпіц». Загинув під час потоплення «Тірпіца» британською авіацією.

## Звання
- Кандидат в офіцери (1 квітня 1930)
- Морський кадет (10 жовтня 1930)
- Фенріх-цур-зее (1 січня 1932)
- Лейтенант-цур-зее (1 жовтня 1934)
- Оберлейтенант-цур-зее (1 червня 1936)
- Капітан-лейтенант (1 червня 1939)
- Корветтен-капітан (1 червня 1943)

## Нагороди
- Медаль «За вислугу років у Вермахті» 4-го класу (4 роки)
- Залізний хрест
  - 2-го класу (29 листопада 1939)
  - 1-го класу (9 вересня 1944)
- Нагрудний знак підводника (14 вересня 1939)
- Хрест Воєнних заслуг
  - 2-го класу з мечами (1 вересня 1943)
  - 1-го класу з мечами (30 січня 1944)
- Нагрудний знак флоту (16 травня 1944)